# T. S. 엘리엇

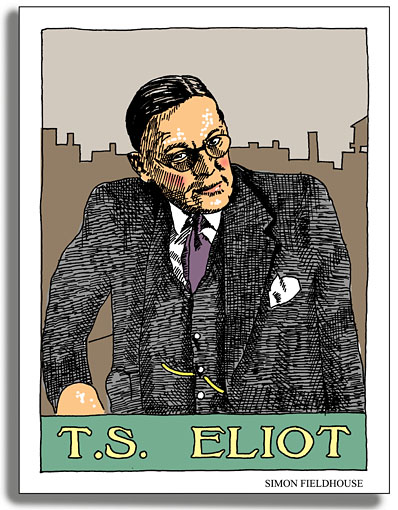
시몬필드하우스의 엘리엇 소묘

토머스 스턴스 엘리엇(Thomas Stearns Eliot, OM, 1888년 9월 26일 ~ 1965년 1월 4일)은 미국계 영국 시인, 극작가 그리고 문학 비평가였다. 미국에서 태어났으나 후에 영국에 귀화했다.
극작가로서 활약하기 전에는 시 〈황무지〉로 영미시계(英美詩界)에 큰 변혁을 가져오게 하였으며 또한 비평가로서도 뛰어나 일약 유명해졌다. 〈스위니 아고니스티이즈〉(1926-27), 〈바위〉(1934), 〈사원의 살인〉(1935), 〈가족재회〉(1939), 〈칵테일 파티〉(1949), 〈비서〉(1953), 〈노정치가(老政治家)〉(1958) 등의 희곡을 발표하였는데 모두 운문으로 쓰여 있다. 그가 종교극, 또는 희극 등의 형식으로 추구하고 있는 것은 인간의 구제에 그 목적을 두고 있는 것이며, 특히 〈성당의 살인〉, 〈칵테일 파티〉 등이 그 표현에 있어 뛰어난 작품이라고 평가받는다.

## 생애
1888년 9월 26일 미국 미주리주 세인트루이스의 중산층 가정에서 출생하였다. 그의 아버지 헨리 웨어 엘리엇(1843~1919)은 성공한 사업가로 세인트루이스에 있는 벽돌 회사의 사장이었다. 그의 어머니 샬럿 챔프 스턴즈(Charlotte Champe Stearns, 1843~1929)는 시인이자 사회운동가였다. 엘리엇은 살아남은 형제자매 여섯 명 중 막내였으며, 그의 부모는 그가 태어났을 때 모두 44세였다. 그의 네 명의 누나는 11세에서 19세까지였으며, 친구와 가족들에게는 외할아버지 토마스 스턴스의 이름을 따서 톰으로 불렸다.
1898년에서 1905년까지 스미스 아카데미에서 공부했고 그곳에서 그는 라틴어와 고대 그리스어, 프랑스어, 독일어를 배웠다. 그는 14세 때 이미 시를 쓰기 시작했으며, 이것은 에드워드 피츠제럴드가 오마르 하이얌의 작품을 번역한 루바이야트의 영향이 컸다. 그의 최초의 시는 15세 때 수업시간에 연습으로 쓴 것이며, 이것은 후에 하버드 대학교의 학생 잡지인 《The Harvard Advocate》에 실렸다.
스미스 아카데미 졸업 후 엘리엇은 매사추세츠주의 밀턴 아카데미에 입학하고, 그곳에서 후에 그의 작품 《황무지》를 출판하게 될 스코필드 세이어를 만난다.
이후 1906년에서 1909년까지 그는 하버드 대학교에서 철학을 공부했고, 3년만에 학사학위를 받았다. 후에 비평가 프랭크 커모드는 엘리엇이 하버드 대학 재학 중 아서 시몬스의 《시에서의 상징주의 운동》(The Symbolist Movement in Poetry, 1899)을 발견한 1908년이 엘리엇에게 가장 중요한 시기였다고 썼다. 이 책은 그에게 쥘 라포르그, 아르튀르 랭보, 폴 발레리를 소개했으며, 실제로 엘리엇 자신도 발레리가 없었다면 트리스탄 꼬르비에를 접하지 못했을 것이라 쓰기도 했다.
졸업 후 엘리엇은 1910년부터 1년간 조교로 일한 후 프랑스로 건너갔으며, 파리 대학교, 마르부르크 대학교, 옥스퍼드 대학교 등 유럽과 미국을 오가며 철학을 계속 공부한다.
1917년 시집 《프루프록 및 그 밖의 관찰》, 1922년 시 〈황무지〉를 발표하여 젊은 시인들에게 많은 영향을 끼쳤다. 그의 초기의 시는 영국 형이상학 시와 프랑스 상징주의 시에서 많은 영향을 받았으며 현대 문명의 퇴폐성을 그리고 있다.
1927년 영국에 귀화하여 유니테리언에서 성공회로 개종하였다. 그는 스스로 문학은 고전주의, 정치는 왕당파, 종교는 앵글로 가톨릭(성공회의 가톨릭 전통을 중시하는 신학조류→고교회파)노선의 성공회라고 스스로 말하고 있다.
1948년 노벨 문학상을 받았다.

## 작품
그가 쓴 《J. 알프레드 프루프록의 연가》(The Love Song of J. Alfred Prufrock), 《황무지》(The Waste Land) 그리고 《4개의 4중주》(Four Quartets)는 20세기 모더니즘에서 아주 중요한 작품으로 여겨지고 있다.

### 알프레드 프루프록의 연가
1915년에 《Poetry》지의 해외 편집자였던 에즈라 파운드는 잡지 설립자인 해리엇 먼로에게 《알프레드 프루프록의 연가》(The Love Song of J. Alfred Prufrock)를 출판해 달라고 추천을 했다. 프루프록이라는 캐릭터는 중년으로 보이지만, 엘리엇은 시 대부분을 22세 때 썼다. 처음 나왔을 때, 이 시집은 큰 주목을 받지 못해서, 초판 500부가 모두 팔리는 데 무려 5년이나 걸렸다.

### 황무지
황무지(The Waste Land)는 1921년 초고를 썼고, 에즈라 파운드의 조언을 받아들여 에피그래프를 변경하고, 서로 연관성 없이 나열된 몇몇 에피소드를 삭제한 후 1922년 문예지에 발표했다. 
제임스 조지 프레이저의 《황금가지》에 나오는 성배 전설을 기반으로 성경, 단테, 세익스피어 등에서 연유한 여러 구절을 인용하면서, 의식의 흐름 기법을 이용해 제1차 세계 대전 후의 황폐한 세계와 구원의 전조를 묘사했다. 일부 산스크리트어도 사용해 인도 사상의 영향도 나타난다. 
현대적 삶이 기계적 일상이 끝없이 반복되는 쳇바퀴처럼 변했다는 관념에서 오는 상실감, 체념, 소외감 등을 다루었다. 지루하고 따분한 일상은 이 시집에 등장하는 여러 인물들, 즉 일하고 와서 먹을 깡통 음식을 늘어놓는 타이피스트, 런던교를 건너서 출퇴근하는 군중들, 타이피스트와 여드름투성이 남자친구의 공허한 정사 등을 통해 선명하게 드러난다. 현대적 삶의 무의미한 반복성은 마지막에 등장하는 축음기를 통해 적절히 압축된다. 같은 노래를 지겹게 틀고 또 틀 수 있는 이 기계는 삶의 목적, 짜릿한 전율, 심오함을 잃어버린 시대의 상징이다.
433행에 이르는 이 장시는 그 난해함으로 이해하기 쉽지 않았지만, 1930년대에 프랭크 레이먼드 레비스 등에 의해 재평가받으면서 20세기 현대시를 대표하는 작품으로 떠올랐다. 이 작품에서 황무지는 현대 문명의 몰락을 상징한다. 고대 카르타고가 위대함의 정점에서 파멸했듯이, 시에 나오는 무너진 런던교는 무책임한 은행가들 손아귀에 들어간 영 제국의 쇠락을 암시한다.

### 사중주
《사중주》(Four Quartets)는 1935년에서 1942년까지 《Burnt Norton》, 《East Coker》, 《The Dry Salvages》, 《Little Gidding》을 하나로 모아 1943년 발표한 것이다. 《황무지》 같은 긴장감은 없으며, 초기와 비교하여 종교적인 주제가 강하게 나타난다.

### 사원의 살인
1935년 발표된 《사원의 살인》(Murder in the Cathedral)은 순교자 토머스 베켓을 주인공으로 한다. 무운시를 썼으며, 제2막에 등장하는 "유혹자"의 주인공 토마스의 대화는 셜록 홈즈의 《마스그레이브가의 의식》을 흉내낸 것이다.

### 기타
1939년 어린이를 위한 시 《지혜로운 고양이가 되기 위한 지침서》(Old Possum's Book of Practical Cat)을 발표했다. 게다가, 포섬 아저씨는 에즈라 파운드가 그에게 붙인 별명이다. 엘리엇의 사후, 이 작품은 웨스트 엔드와 브로드웨이의 앤드류 로이드 웨버의 히트 뮤지컬 《캐츠(CATS)》의 원작이 된다.

## 서훈
- 1948년 오더 오브 메리트(Order of Merit, OM)

## 금성경과
Transit of Venus(트랜짓 오브 비너스) 또는 금성경과(金星經過)는 1929년 및 1931년에 발간된 해리 크로스비의 시집이다. T.S. 엘리엇은 1931년판 시집 금성경과(金星經過) 서두에서 다음과같은 언급을 한바있다.
Only those who will risk going too far can possibly find out how far one can go. (T.S. Eliot, Preface to Harry Crosby, Transit of Venus 1931 p9)
아주 멀리 가는 위험을 감수하는 사람만이 자신이 얼마나 멀리 갈 수 있는지 알 수 있습니다. (금성경과 1931 해리 크로스비, 서두중 T.S. 엘리엇의 제언)

## 같이 보기
- 미국 문학
- 황무지
- 의식의 흐름